# Gotscha Lortkipanidse

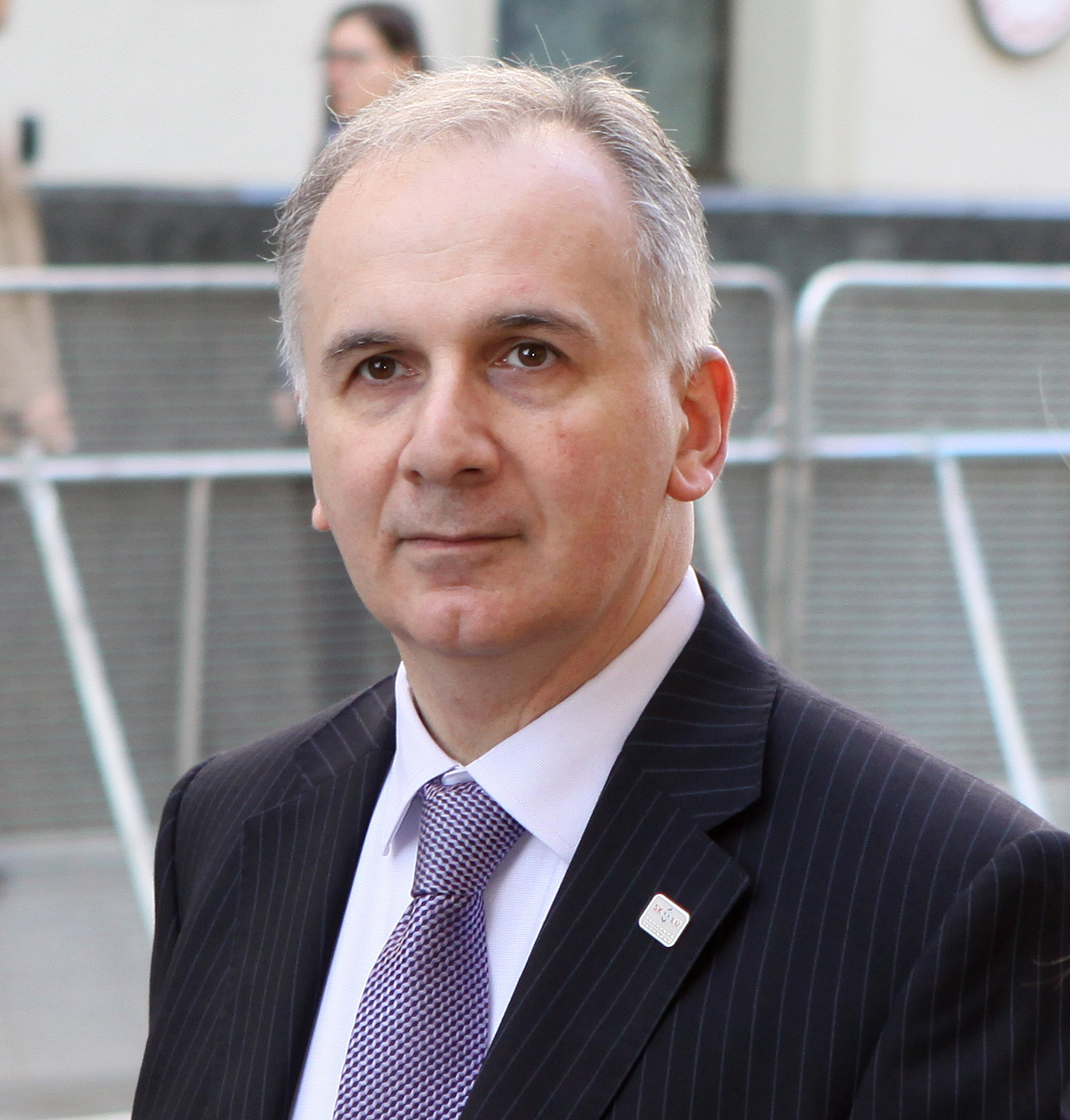
Gotscha Lortkipanidse (2016)

Gotscha Lortkipanidse (georgisch გოჩა ლორთქიფანიძე, wiss. Transliteration Goč̕a Lort̕k̕ip̕anije, englisch Gocha Lordkipanidze; * 3. Februar 1964 in Poti) ist ein georgischer Jurist und Richter am Internationalen Strafgerichtshof. Zuvor war er georgischer Justizminister.

## Leben und Wirken
Lortkipanidse studierte ab 1985 Rechtswissenschaften an der Staatlichen Universität Tiflis, wo er 1991 seinen Abschluss machte. Anschließend trat er in Dienst des georgischen Außenministeriums. 1994 schloss er ein Masterstudium an der University of Essex an, das er 1995 mit dem Titel Master of Laws in internationalem Völkerrecht abschloss. Ab 1999 war Lortkipanidse als Rechtsberater der Ständigen Vertretung Georgiens bei den Vereinten Nationen. 2004 kehrte an das georgische Außenministerium zurück. Im selben Jahr folgte der Erwerb eines weiteren Mastergrades an der Harvard Law School. 2005 wurde er direkter Berater des georgischen Ministerpräsidenten für auswärtige Angelegenheiten. Von 2009 bis 2013 war er Assistenzprofessor für Internationales Recht an der Columbia University. Seit 2013 unterrichtet Lortkipanidse als Dozent an der Caucasus University, seit 2018 auch an der Sokhumi Universität in Tiflis. Von 2012 bis 2020 war Lortkipanidse stellvertretender Justizminister Georgiens und von 2020 bis 2021 Justizminister seines Landes. Seit 2019 ist er zudem Ersatzmitglied der Venedig-Kommission.
Im Dezember 2021 wurde Lortkipanidse zum Richter am Internationalen Strafgerichtshof gewählt. Er trat seine voraussichtlich neunjährige Amtszeit am 11. März 2021 an.